# Чернишов Василь Васильович
Чернишов Василь Васильович (1896, Виліки, Рязанська губернія, Російська імперія — 12 вересня 1952, Москва, РРФСР, СРСР) — радянський і російський революціонер, суспільний і військовий діяч, співробітник органів держбезпеки; генерал-полковник; член РСДРП (б) (1917); депутат Верховної Ради СРСР.

## Життєпис
- 1919 — організатор загонів особливого призначення в Рязанської губернії для боротьби з Мамонтовим;
- з 1920 р — служба в органах ВЧК-ОГПУ;
- 1921—1923 — начальник військ ВЧК Туркестанського фронту;
- 1924—1927 — начальник Управління Військового округу Далекосхідного краю;
- з 1927 р — помічник начальника, начальник Управління прикордонної охорони і військ повпредства ОГПУ по Далекосхідному краю;
- з 1936 р — другий заступник начальника УНКВД по Далекосхідному краю;
- 1937—1939 — заступник наркома внутрішніх справ СРСР, начальник Управління робітничо-селянської міліції НКВС СРСР;
- з 1942 р — заступник наркома (заступник міністра) внутрішніх справ СРСР.

## Звання
- прапорщик (1916, ордени Станіслава 3-го ступеня і Анни 4-го ступеня)
- комдив (23 грудня 1935)
- комісар державної безпеки 3-го рангу (9 липня 1941)
- комісар державної безпеки 2-го рангу (21 лютого 1943)
- генерал-полковник (9 липня 1945)

## Нагороди
- 2 ордени Леніна (21 лютого 1942, 21 лютого 1945),
- 4 ордени Червоного Прапора (18 січня 1931, 14 лютого 1936, 3 листопада 1944),
- орден Кутузова I ступеня (16 вересня 1945),
- орден Трудового Червоного Прапора (20 вересня 1943),
- орден Червоної Зірки (26 квітня 1940),
- нагрудний знак «Почесний працівник ВЧК — ГПУ (V)»